# Лин Персон
Лин Персон (швед. Linn Persson; Торсби, 27. јун 1994) шведска је биатлонка, учесница Светског првенства у биатлону у репрезентацији Шведске. Освојла је сребрене медаље на Олимпијским играма 2018. у Пјонгчангу и Јуниорском светском првенству 2012. у тркама женских штафета.
Од 2003. године ради на биатлону, а ишла је на скијање и фудбал. Чланица је клуба Bore Biathlon а лични тренер у овом тренутку је Волфганаг Пихлер.

## Значајнији резултати
За све резултате извор је Међународна биатлонска унија (ИБУ).

### Зимске олимпијске игре
| Такмичење                       | Појединачно | Спринт | Потера | Мас. старт | Штафета | Меш. штафета |
| ------------------------------- | ----------- | ------ | ------ | ---------- | ------- | ------------ |
| Олимпијске игре 2018. Пјонгчанг | 11.         | 37.    | 21.    | 22.        |         | —            |

## Светско првенство
| Такмичење  | Појединачно | Спринт | Потера | Мас. старт | Штафета | Меш. штафета |
| ---------- | ----------- | ------ | ------ | ---------- | ------- | ------------ |
| 2016. Осло | 36.         | 34.    | 40.    | —          | 10.     | 12.          |

Легенда :
- — : Није учествовала у тој дисциплини

### Светски куп
- Најбољи генерални пласман на крају сезоне : 51. 2018.
- Најбољи појединачни пласман : 8.
- 3 подијума са штафетом : 1 друго и 2 трећа места.

 Ажурирано 25. марта 2018.